# Hannah Peak
Hannah Peak är en bergstopp i Antarktis. Den ligger i Västantarktis. Argentina, Chile och Storbritannien gör anspråk på området. Toppen på Hannah Peak är 708 meter över havet.
Terrängen runt Hannah Peak är varierad. Trakten är obefolkad. Det finns inga samhällen i närheten. 